# Louison Bobet
Louis "Louison" Bobet, född den 12 mars 1925 i Saint-Méen-le-Grand, död den 13 mars 1983 i Biarritz, var en fransk professionell landsvägscyklist som vann Tour de France 1953, 1954 och 1955 (den förste att vinna tre år i rad), VM i linjelopp 1954, Paris-Nice 1952 samt fyra av de fem monumenten: Flandern runt 1955, Paris-Roubaix 1956, Milano-Sanremo 1951 och Lombardiet runt 1951. Bobet blev också totalvinnare av Challenge Desgrange-Colombo 1951, slutade tvåa 1953 och 1955, samt trea 1954.

## Meriter

### Amatör
1946
 Vinnare av Franska mästerskapen i linjelopp för amatörer

### Professionell
1948
Tour de France
Vinnare av etapperna 6 och 12
4:a totalt
7:a i Challenge Desgrange-Colombo
1949
Tour de l'Ouest
Vinnare totalt
Vinnare av etapp 3b (TTT)
Vinnare av Critérium des As
9:a i Vallonska pilen
1950
 Vinnare av Franska mästerskapen i linjelopp
Vinnare av Critérium des As
Tour de France
 Vinnare av Bergspristävlingen
Vinnare av etapp 18
3:a totalt
3:a i Rom-Neapel-Rom
5:a i linjelopp vid Världsmästerskapen i landsvägscykling
9:a i Milano-Sanremo
9:a i Challenge Desgrange-Colombo
1951
Vinnare av Challenge Desgrange-Colombo
Vinnare av Challenge Sedis
 Vinnare av Franska mästerskapen i linjelopp
Vinnare av etapperna 2 och 4 i Paris-Nice
Vinnare av Milano-Sanremo
Vinnare av Critérium National
Giro d'Italia
Vinnare av bergspristävlingen
Vinnare av etapp 17
Vinnare av etapp 17 i Tour de France
Vinnare av Lombardiet runt
2:a i Paris-Roubaix
2:a i Coppa Bernocchi
4:a i Vallonska pilen
7:a totalt i Paris-Nice
7:a i Liège-Bastogne-Liège
7:a totalt i Giro d'Italia
1952
Vinnare av Challenge Sedis
Paris-Nice
 vinnare totalt
Vinnare av etapperna 2, 3a, 5 (ITT) och 6
Vinnare av Grand Prix des Nations
Vinnare av GP de Cannes
2:a totalt i Grand Prix du Midi Libre
2:a i Critérium des As
2:a i Grand Prix de Lugano
4:a i Liège-Bastogne-Liège
5:a i Paris-Tours
6:a i Flandern runt
6:a i Challenge Desgrange-Colombo
7:a i Paris-Roubaix
8:a i tempolopp vid Världsmästerskapen i landsvägscykling
9:a i Lombardiet runt
1953
Tour de France
 Vinnare totalt
Vinnare av etapperna 18 och 20 (ITT)
Vinnare av Challenge Sedis
Vinnare av etapp 4 i Tour de Romandie
Vinnare av Critérium des As
2:a i Challenge Desgrange-Colombo
3:a totalt i Tour de Romandie
3:a i linjelopp vid Franska mästerskapen
4:a i Flandern runt
4:a i Paris-Roubaix
9:a i linjelopp vid Världsmästerskapen i landsvägscykling
1954
Tour de France
 Vinnare totalt
Vinnare av etapperna 2, 18 och 21b (ITT)
 Världsmästare i linjelopp
Vinnare av Challenge Sedis
Vinnare av etapp 7 i Critérium du Dauphiné libéré
2:a i Paris-Tours
2:a i Trophée Baracchi (med Jacques Anquetil)
3:a i Challenge Desgrange-Colombo
5:a totalt i Critérium du Dauphiné libéré
1955
Tour de France
 Vinnare totalt
Vinnare av etapperna 3 och 11
Vinnare av Flandern runt
Vinnare av etapp 3 i Paris-Nice
Tour de Luxembourg
Vinnare totalt
Vinnare av etapperna 2 och 3
Critérium du Dauphiné libéré
Vinnare totalt
Vinnare av etapperna 3, 5 och 6b (ITT)
Vinnare av Challenge Sedis
2:a i Challenge Desgrange-Colombo
2:a i linjelopp vid Franska mästerskapen
3:a i Paris-Roubaix
1956
Vinnare av Paris-Roubaix
Vinnare av etapp 10 (TTT) i Vuelta a España
2:a i Paris-Camembert
3:a i linjelopp vid Franska mästerskapen
3:a i Paris-Tours
7:a i Lombardiet runt
7:a i Challenge Desgrange-Colombo
8:a i linjelopp vid Världsmästerskapen i landsvägscykling
1957
Giro d'Italia
Vinnare av etapp 15
2:a totalt
Vinnare av Genua-Nice
2:a  i linjelopp vid Världsmästerskapen i landsvägscykling
2:a i Paris-Tours
2:a i Critérium National
2:a i Trophée Stan Ockers
2:a i GP de Monaco
3:a i Critérium des As
4:a i Challenge Desgrange-Colombo
5:a totalt i Paris-Nice
9:a i Liège-Bastogne-Liège
1958
2:a  i linjelopp vid Världsmästerskapen i landsvägscykling
4:a totalt i Giro d'Italia
6:a i Paris-Bryssel
6:a i Challenge Desgrange-Colombo
7:a totalt i Tour de France
10:a i Milano-Sanremo
1959
Vinnare av Bordeaux–Paris
1960
4:a i Bordeaux–Paris
1961
2:a i Bordeaux–Paris
5:a i Genua-Nice

### Placeringar i större etapplopp
| Grand Tours           |      |      |      |      |      |      |      |      |      |      |      |      |      |      |      |
| Grand Tour            | 1947 | 1948 | 1949 | 1950 | 1951 | 1952 | 1953 | 1954 | 1955 | 1956 | 1957 | 1958 | 1959 | 1960 | 1961 |
| Giro d'Italia         | —    | —    | —    | —    | 7    | —    | DNF  | —    | —    | —    | 2    | 4    | —    | —    | —    |
| Tour de France        | DNF  | 4    | DNF  | 3    | 20   | —    | 1    | 1    | 1    | —    | —    | 7    | DNF  | —    | —    |
| Vuelta a España       | —    | —    | —    | —    | —    | —    | —    | —    | —    | DNF  | —    | —    | —    | —    | —    |
| Övriga                |      |      |      |      |      |      |      |      |      |      |      |      |      |      |      |
| Lopp                  | 1947 | 1948 | 1949 | 1950 | 1951 | 1952 | 1953 | 1954 | 1955 | 1956 | 1957 | 1958 | 1959 | 1960 | 1961 |
| Paris–Nice            | —    | —    | —    | —    | 7    | 1    | —    | —    | DNF  | —    | 5    | —    | DNF  | —    | 11   |
| Tour de Romandie      | —    | —    | —    | —    | —    | —    | 3    | —    | —    | —    | —    | —    | —    | —    | —    |
| Critérium du Dauphiné | —    | DNF  | DNF  | —    | —    | DNF  | —    | 5    | 1    | —    | —    | —    | —    | —    | —    |
| Tour de Suisse        | —    | —    | —    | DNF  | —    | —    | —    | —    | —    | —    | —    | —    | —    | —    | —    |

DNF = fullföljde ej

### Placeringar i större endagslopp
| Monumenten                            |      |      |      |      |      |      |      |      |      |      |      |      |      |      |      |
| Lopp                                  | 1947 | 1948 | 1949 | 1950 | 1951 | 1952 | 1953 | 1954 | 1955 | 1956 | 1957 | 1958 | 1959 | 1960 | 1961 |
| Milano-Sanremo                        | —    | —    | 18   | 9    | 1    | DSQ  | 53   | 13   | 11   | —    | 17   | 10   | —    | —    | 20   |
| Flandern runt                         | —    | —    | —    | —    | —    | 6    | 4    | 14   | 1    | —    | —    | —    | —    | —    | —    |
| Liège-Bastogne-Liège                  | —    | —    | —    | —    | 7    | 4    | —    | —    | —    | —    | 9    | —    | —    | —    | —    |
| Paris-Roubaix                         | —    | —    | 32   | 15   | 2    | 7    | 4    | 38   | 3    | 1    | 65   | 27   | 21   | —    | —    |
| Lombardiet runt                       | —    | 12   | —    | 33   | 1    | 9    | —    | —    | —    | 7    | —    | 24   | 21   | —    | —    |
| Övriga                                |      |      |      |      |      |      |      |      |      |      |      |      |      |      |      |
| Lopp                                  | 1947 | 1948 | 1949 | 1950 | 1951 | 1952 | 1953 | 1954 | 1955 | 1956 | 1957 | 1958 | 1959 | 1960 | 1961 |
| Vallonska pilen                       | —    | —    | 9    | —    | 4    | 28   | —    | —    | —    | —    | 28   | —    | —    | —    | —    |
| Paris-Tours                           | —    | —    | —    | 12   | —    | —    | —    | 2    | —    | 3    | 2    | —    | —    | —    | —    |
| Världsmästerskapen i landsvägscykling |      |      |      |      |      |      |      |      |      |      |      |      |      |      |      |
| Linjelopp                             | —    | —    | —    | 5    | 14   | 8    | 8    | 1    | DNF  | 9    | 2    | 2    | —    | —    | DNF  |

DNF = fullföljde ej
DSQ = diskvalificerad